# Hričkovský potok

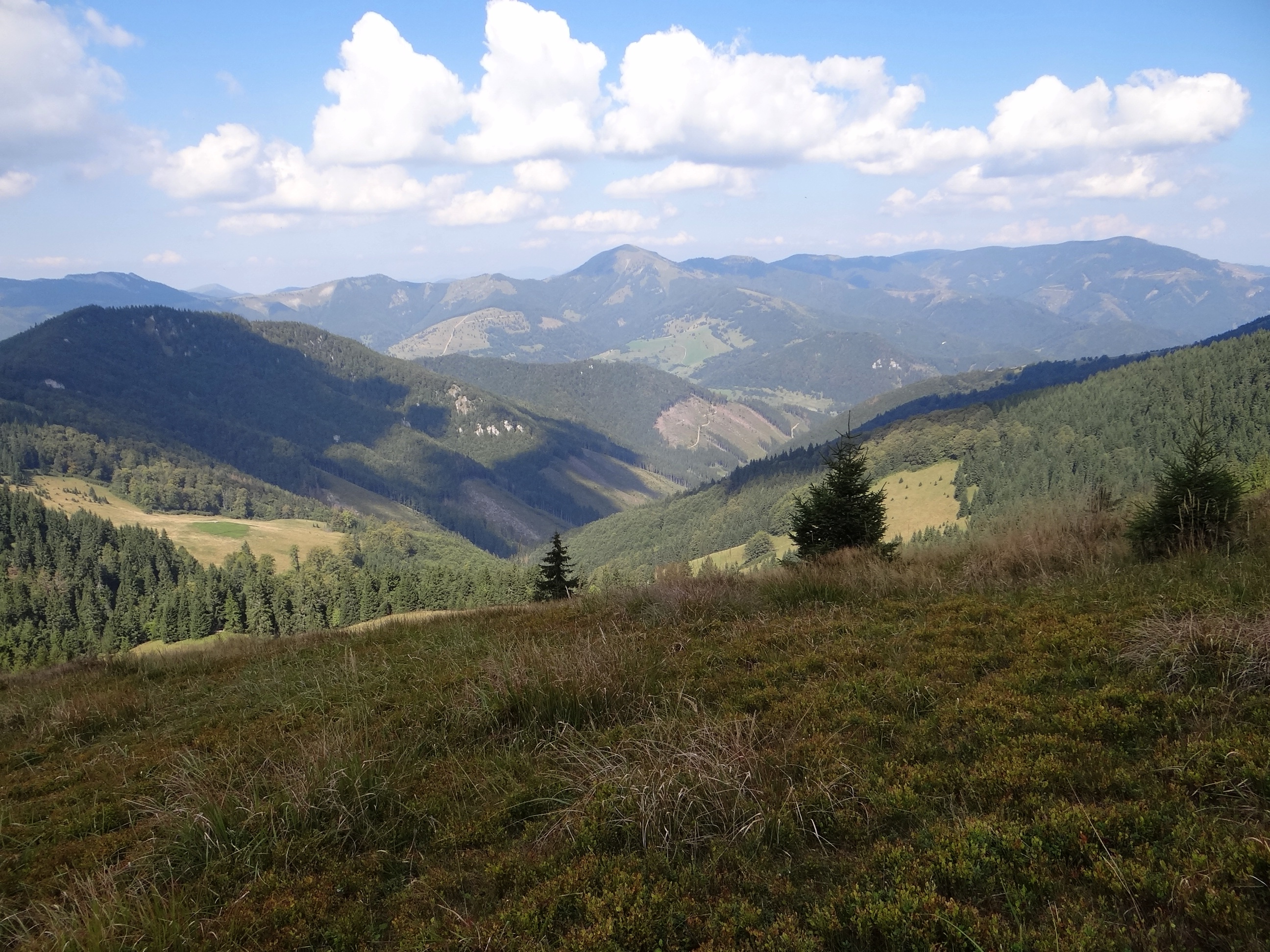
Dolina Hričkovskiego potoku

Hričkovský potok – prawy dopływ rzeki Revúca na Słowacji. Wypływa na wysokości około 1120 m w leju źródliskowym u północno-zachodnich podnóży szczytu Zwoleń (Zvolen) w Wielkiej Fatrze na Słowacji. Spływa w kierunku północnym doliną Veľký Hričkov. Posiada kilka niewielkich dopływów, zwłaszcza z prawych zboczy doliny, utworzonych przez grzbiet biegnący od Zwolenia przez szczyty Malý Zvolen i Končitá do Doliny Rewuckiej (dolina  Veľký Hričkov jest jej orograficznie prawym odgałęzieniem). Uchodzi do  Revúcy na wysokości około 660 m w miejscowości Liptovské Revúce.